# Calaceite
Calaceite is een gemeente en een historische kleine plaats in de Spaanse provincie Teruel (Aragón) met een oppervlakte van 81,33 km². Calaceite telt 1.039 inwoners (1 januari 2016). Calaceite ligt in het noorden van de comarca Matarraña.

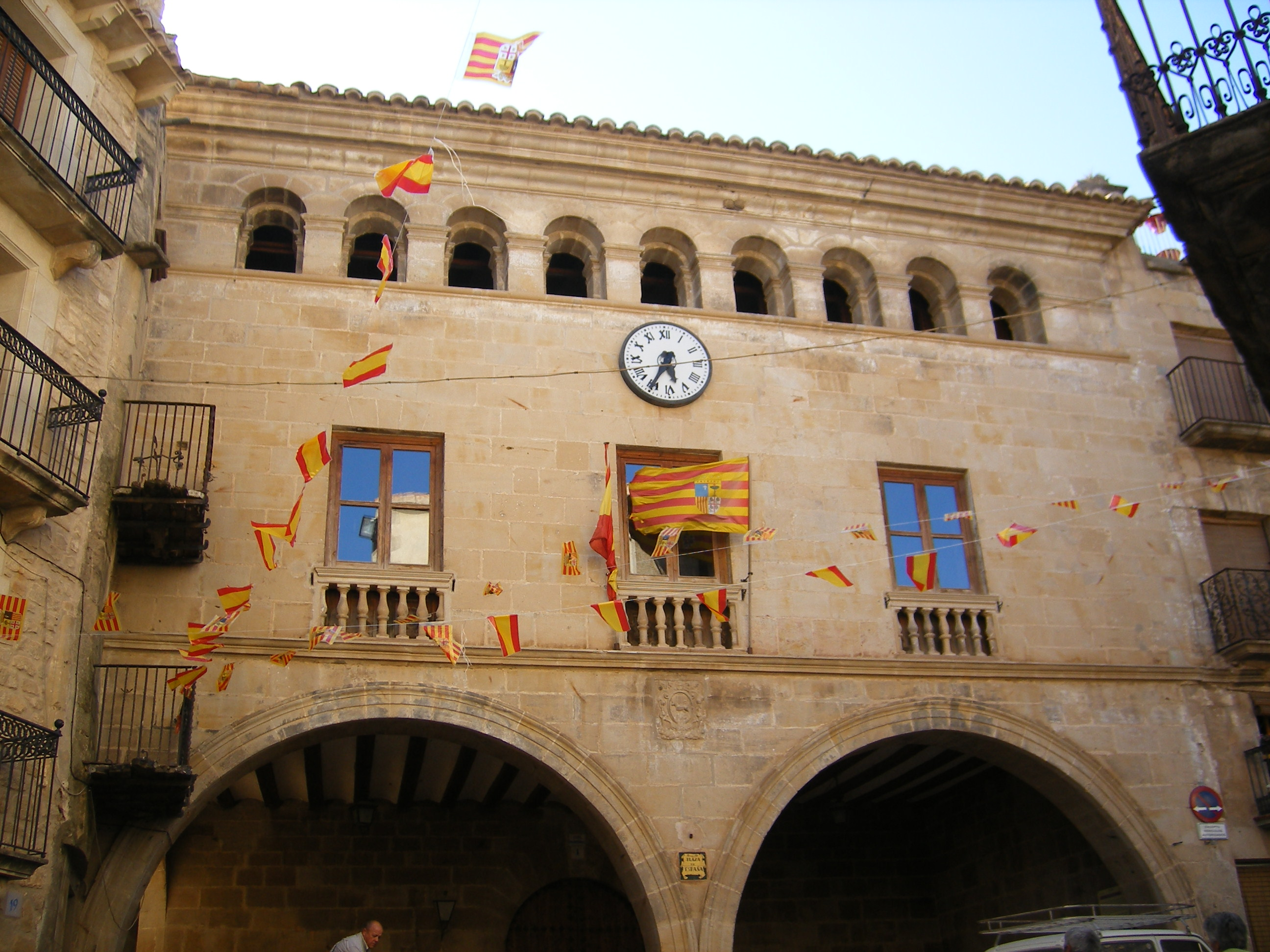
Gemeentehuis van Calaceite